# Robert Lillinger
Robert Lillinger (* 1990 in Lübben) ist ein deutscher Dirigent, Pianist und Komponist. 

## Leben und Wirken
Lillinger ist Bruder des Schlagzeugers und Komponisten Christian Lillinger und wuchs im Dorf Kuschkow auf.
Lillinger studierte zunächst an der Hochschule Lausitz Klavier. Anschließend wechselte er 2009 nach Wien an die Universität für Musik und darstellende Kunst. Er arbeitete mit zahlreichen Ensembles in Deutschland, der Schweiz und Österreich zusammen, u. a. dem Brandenburgischen Staatsorchester, dem Brandenburgischen Kammerorchester Cottbus (2006), dem Philharmonischen Orchester des Staatstheaters Cottbus, dem Philharmonischen Orchester Zielona Góra, dem Orchestre de Saint Pierre-Fusterie de la Suisse aus Genf, der Mitteldeutschen Kammerphilharmonie, dem Wiener Jeunesse Orchester, dem Wiener Operettensommer und dem Teatro barocco.
Als Klavierbegleiter, Korrepetitor und Studienleiter wirkte Lillinger bei der Brandenburgischen Opernakademie, dem Wettbewerb für die Opernfestspiele der Kammeroper Rheinsberg, dem Wiener Operettensommer, den Herbsttagen Blindenmarkt, der Oper Klosterneuburg und den Tiroler Festspielen Erl. Er absolvierte Meisterkurse für Liedbegleitung bei Irwin Gage und Walter Moore und ist seit 2015 Pianist bei den Meisterkursen von Heidi Brunner. Darüber hinaus arbeitet Lillinger mit Sängern der Volksoper Wien, der Bühne Baden, des Raimundtheaters, des Stadttheaters Klagenfurt oder der Komischen Oper Berlin zusammen.
Inzwischen arbeitet er vorrangig im Bereich der Historisch informierten Aufführungspraxis. Lillinger rief die Lobkowitz-Gesellschaft ins Leben und fungierte als künstlerischer Leiter des Festival de la musique baroque française (femubaf).
2018 bis 2023 war Lillinger Ballett- und Solorepetitor mit Dirigierverpflichtung am Schleswig-Holsteinischen Landestheater in Flensburg.   2023 wechselte er als Repetitor mit Dirigierverpflichtung an das Landestheater Detmold und hat seit der Saison 2024/25 die musikalische Leitung der Orchestergesellschaft Detmold inne.

## Wahrnehmung seines Werks
Lillingers Klavierkonzert Nr. 1 wurde 2006 mit ihm als Klaviersolist unter der Leitung des Generalmusikdirektor Christian Simonis von der Mitteldeutschen Kammerphilharmonie uraufgeführt. Sein Septett Zitronenfalter wurde 2009 mit Solisten der Mitteldeutschen Kammerphilharmonie unter seiner Leitung uraufgeführt. Für den Musikverlag Doblinger rekonstruierte Lillinger 2013 die Operette Polnische Hochzeit von Joseph Beer. Für das Schlosstheater Schönbrunn rekonstruierte er die Oper Idoménée von André Campra.
Aktuell (Stand 2025) komponiert er mit Vom Fischer und seiner Frau sein erstes abendfüllendes Ballett, welches als Auftragswerk des Landestheaters Detmold ebenda in der Spielzeit 2025/26 in einer Choreographie von Katharina Torwesten zur Uraufführung gelangen wird.

## Auswahl seines Werks
- Mädchen vor dem Bildnis einer Bacchantin (2011)
- Vier Lieder nach Gedichten und Nachdichtungen (Charles Baudelaire) von Stefan Zweig
- Die Musik (2012) – [Fassung für Sopran, Violine, Violoncello und Klavier (2018)]
- Zerbinetta (2007) – [Fassung für Sopran und großes Orchester (2008)]
- Wolken (2017)
- Lied der Welt (2018)
- Symphonische Fantasie „Im Garten des Herakles“, für großes Orchester (2011/2012)
- Évocation (Michel Mansart), für Sopran/Mezzosopran und Orchester (2016)
- Heimkehr, Melodram für Sprecher und kleines Orchester (2016)
- Symphonie caractéristique, für Sopran, Tänzerin und großes Orchester (2018/2019)
- Echnaton, Tondichtung für großes Orchester (2020)
- Die Regentrude, Sinfonische Dichtung nach Theodor Storms gleichnamigem Märchen (für großes Orchester) (2021)[8]
- Hero und Leander, Sinfonische Dichtung für großes Orchester (2022)[9]
- Vom Fischer und seiner Frau, Märchenballett für Orchester (2024/2025), UA geplant für 2026 am Landestheater Detmold[10]

Quelle: